# Fiat 619
Il Fiat 619 è un camion polivalente, trattrice per autoarticolati, fabbricato dal 1964 al 1980 che fa parte della famiglia di veicoli pesanti della Fiat V.I. Nelle intenzioni l'autocarro avrebbe dovuto sostituire il Fiat 682 in produzione dal 1952, ma la costruzione di quest'ultimo proseguì sino al 1988, grazie anche alle richieste del mercato africano.

## Le varie versioni
La prima serie comprese due versioni: il Fiat 619 N, come camion autotelaio, e il Fiat 619 T, come trattore stradale. All’epoca le lettere dopo il numero indicavano “nafta” per la N e “trattore e semirimorchio” per la T. Entrambe furono equipaggiate con la caratteristica cabina Fiat «baffo» con i mustacchi caratteristici sul frontale. La cabina "a baffo" Fiat sarebbe diventata l'emblema dei camion Fiat VI dal ’55 al ’74 e fu progettata per soddisfare il nuovo Codice della strada italiano del 1952 che imponeva nuove regole sulle misure dei veicoli, in accoglimento della Convenzione di Ginevra (1949) in merito alla circolazione internazionale.
Proprio in virtù della forma della cabina, in Sud America, dove fu prodotto fino al 1994, il Fiat 619 fu soprannominato pico de loro, cioè becco da pappagallo.
A partire dal 1970 fu presentata la seconda serie (Fiat 619 N1 e Fiat 619 T1) equipaggiata con la più spaziosa cabina Fiat "H", che venne poi mantenuta fino al 1991. Inizialmente equipaggiato con un motore di 12.883 centimetri cubici e 210 cavalli di potenza, con le versioni N1 e T1 si passò a un’unità propulsiva da 13.798 centimetri cubici e 260 cavalli di potenza.
I due mezzi, costruiti in previsione del Codice europeo che prevedeva come limiti di massa per i mezzi a due assi le 19 tonnellate e per quelli a tre assi le 26 tonnellate, furono abbastanza apprezzati in Nord Europa. Proprio per questa preferenza dei mercati esteri si finì col definire il Fiat 619 come il camion dell’export.
Il 619 T1 era dotato di un motore diesel tipo 221, 6 cilindri in linea, con una potenza di 208CV ed una cilindrata di 12883 cm3. Il tutto abbinato con un cambio fiat 8 rapporti 4 + 4 con selettore, la velocità massima era di 95 km/h

### Serie 619
| Modello                                              | Anno        | Motore       | Cilindrata cm³ | Potenza HP DIN | MTT              |
| ---------------------------------------------------- | ----------- | ------------ | -------------- | -------------- | ---------------- |
| Fiat 619 N cabina "baffo" autoarticolato Italia 32 t | 1964 - 1970 | Fiat 221     | 12.883         | 210            | 14,0/18,0 - 32   |
| Fiat 619 N - Export 35/40 t (Belgio da VanHool)      | 1964 - 1967 | Fiat 221     | 12.883         | 210            | 19,0             |
| Fiat 619 T - Export trattrice autoarticolato         | 1964 - 1967 | Fiat 221     | 12.883         | 210            | 38,0/40,0        |
| Fiat 619 N - Export autotreno 40 t                   | 1967 - 1970 | Fiat 221     | 12.883         | 230            | 19,0/40,0        |
| Fiat 619 N1 cabina "H" - trattrice 32,5/44 t         | 1970 - 1980 | Fiat 8210.02 | 13.798         | 260            | 14,0/19,0 - 44,0 |
| Fiat 619 N1P da cantiere                             | 1970 - 1980 | Fiat 8210.02 | 13.798         | 260            | 15,0/19,0        |
| Fiat 619 T1/T1P cabina "H" - trattrice semirimorchio | 1972 - 1980 | Fiat 8210.02 | 13.798         | 260            | 32,0/44,0        |
| Fiat 619 N cabina "baffo" Argentina                  | 1969 - 1973 | Fiat 221     | 12.883         | 210            | 18,0 - 45,0      |
| Fiat 619 N3E Argentina                               | 1969 - 1973 | Fiat 221     | 12.883         | 210            | 22,0             |
| Fiat 619 T Argentina                                 | 1969 - 1973 | Fiat 221     | 12.883         | 210            | 38,0/40,0        |
| Fiat 619 N1 cabina "H" Argentina                     | 1973 - 1992 | Fiat 221A    | 13.798         | 260            | 18,0 / 40,0      |
| Fiat 619 N3E cabina "H" Argentina                    | 1973 - 1992 | Fiat 221A    | 13.798         | 260            | 22,2 / 45,0      |
| Fiat 619 T1 cabina "H" Argentina                     | 1973 - 1992 | Fiat 221A    | 13.798         | 260            | 38,0 / 40,0      |
| Fiat 619 N/T n.lle cabina "T" Argentina              | 1993 - 1994 | Fiat 221A    | 13.798         | 260            | 38,0 / 45,0      |

## Fabbricazione straniera
Il Fiat 619 fu fabbricato in diversi stati al di fuori dell'Italia:

### Belgio
Il Fiat 619 fu prodotto dal 1964 dalla Van Hool su licenza per il mercato nord europeo.

### Turchia
Il Fiat 619 fu fabbricato con la cabina "baffo" e poi con la nuova "H" con la nuova designazione Fiat 169.

### Argentina
Il Fiat 619 fu il primo autocarro prodotto con il visto delle autorità argentine nel 1969 con la cabina Fiat «baffo». Fu commercializzato nelle versioni 619N, identica all'originale italiano 619N3E in versione 6x4, simile al Fiat 693.
A partire dal 1973, fu utilizzata la cabina "H", con il nome 619N. La produzione finì nel 1994. Questo modello fu il primo costruito dalla filiale argentina della Fiat Veicoli Industriali.
A partire dal 1993, venne introdotta la cabina Iveco serie T identica alla Fiat-Iveco 190 Turbo. Globalmente in 25 anni vennero costruiti 17.842 esemplari.

### Nigeria
Il Fiat 619 fu fabbricato a Kano in Nigeria per sostituire il Fiat 682 prodotto fino al 1988.

### Francia
In Francia fu distribuito dalla UNIC sotto il marchio Fiat 619N per la prima serie, più UNIC-FIAT 619N1, per la versione trattrice.